# Wullenweber

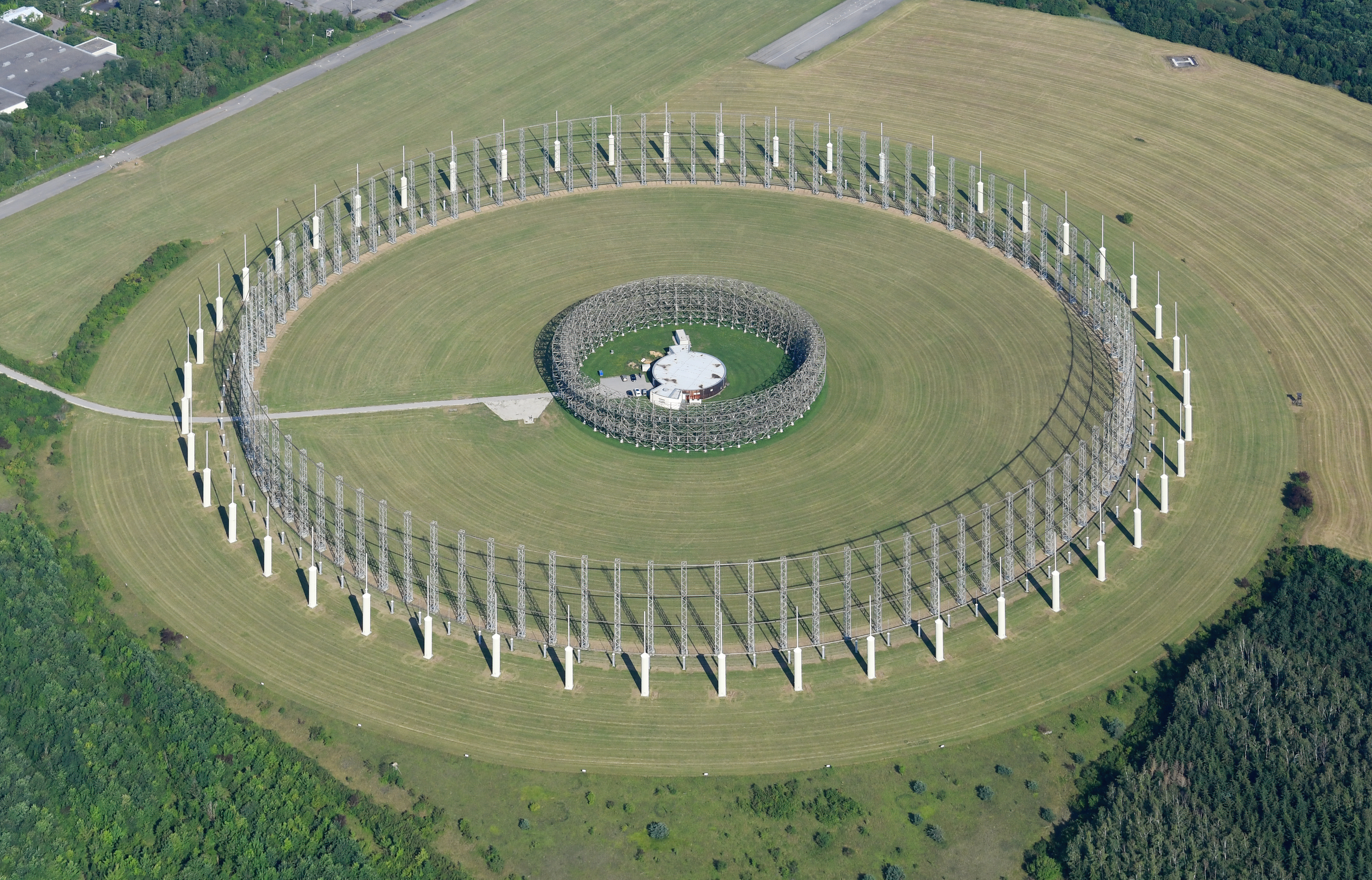
L'antenna Wullenweber vicino ad Augusta in Germania.

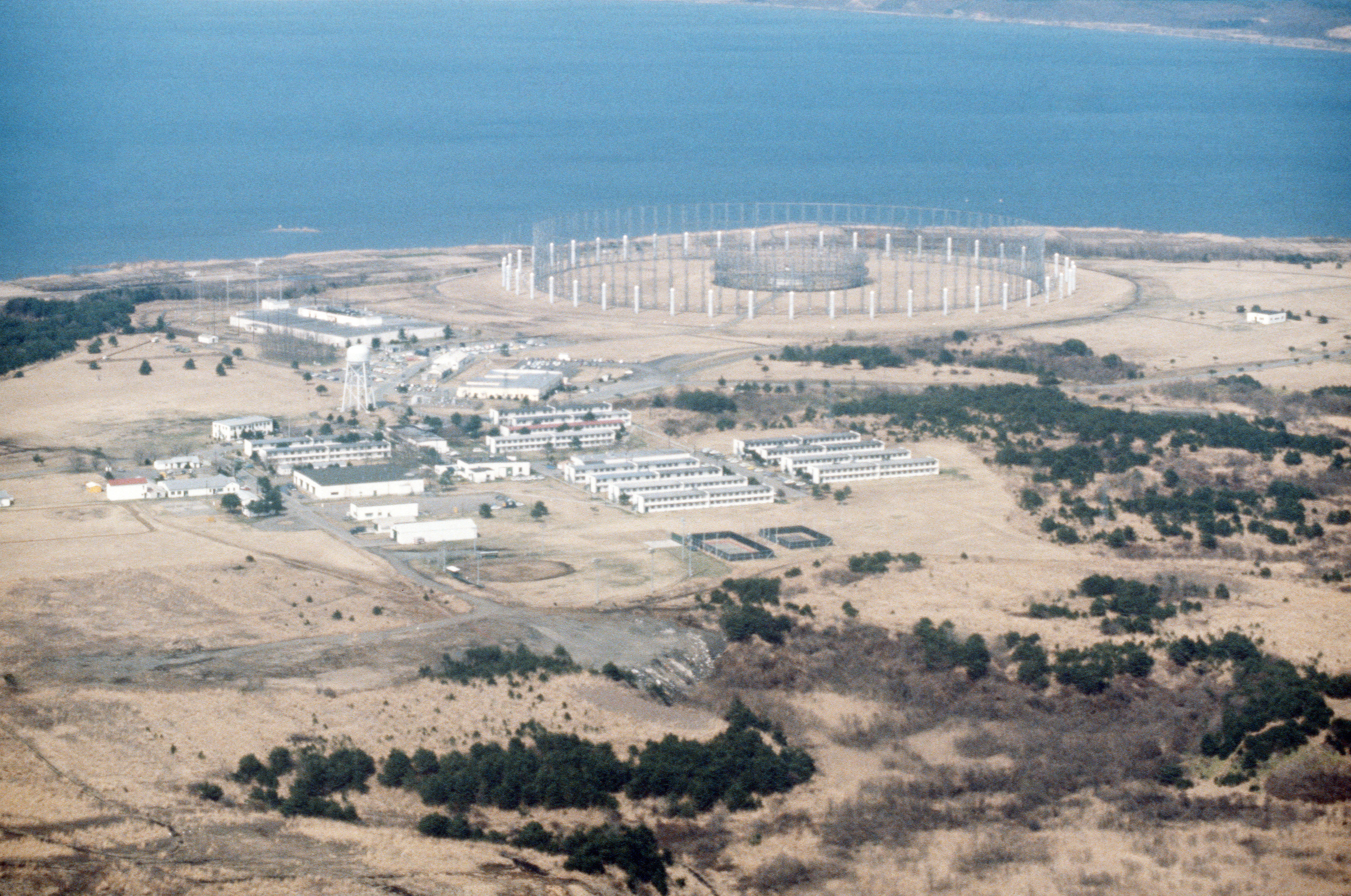
Vista aerea sull'antenna Wullenweber del sistema AN/FLR-9 installato a Misawa AB - Giappone

Wullenweber è un tipo di Circularly Disposed Antenna Array (CDAA), a volte denominato anche Circularly Disposed Dipole Array (CDDA). È un grande blocco circolare di antenne utilizzato dalle forze armate per triangolare radiosegnali per la radionavigazione, per la raccolta di intelligence, per la ricerca ed il soccorso. Per le sue immense dimensioni e per l'enorme schermo riflettente circolare, l'antenna è familiarmente nota come "gabbia da elefante". Wullenweber era il nome in codice che i tedeschi usavano nella Seconda guerra mondiale per riferirsi al loro programma di sviluppo e ricerca in materia di CDAA.

## Storia

### Seconda guerra mondiale
La tecnologia Wullenwever fu sviluppata dal Comando per la ricerca nelle comunicazioni della Marina tedesca e dalla Telefunken sin dai primi anni dell'ultimo conflitto mondiale. L'inventore era il capo del gruppo NVK, Hans Rindfleisch, che a guerra finita avrebbe lavorato in qualità di direttore tecnico presso la Norddeutscher Rundfunk, emittente pubblica della Germania settentrionale. Oltre a costui, operarono come preposti a squadre tecniche di NVK anche Joachim Pietzner, Hans Schellhoss, e Maximilian Wächtler.

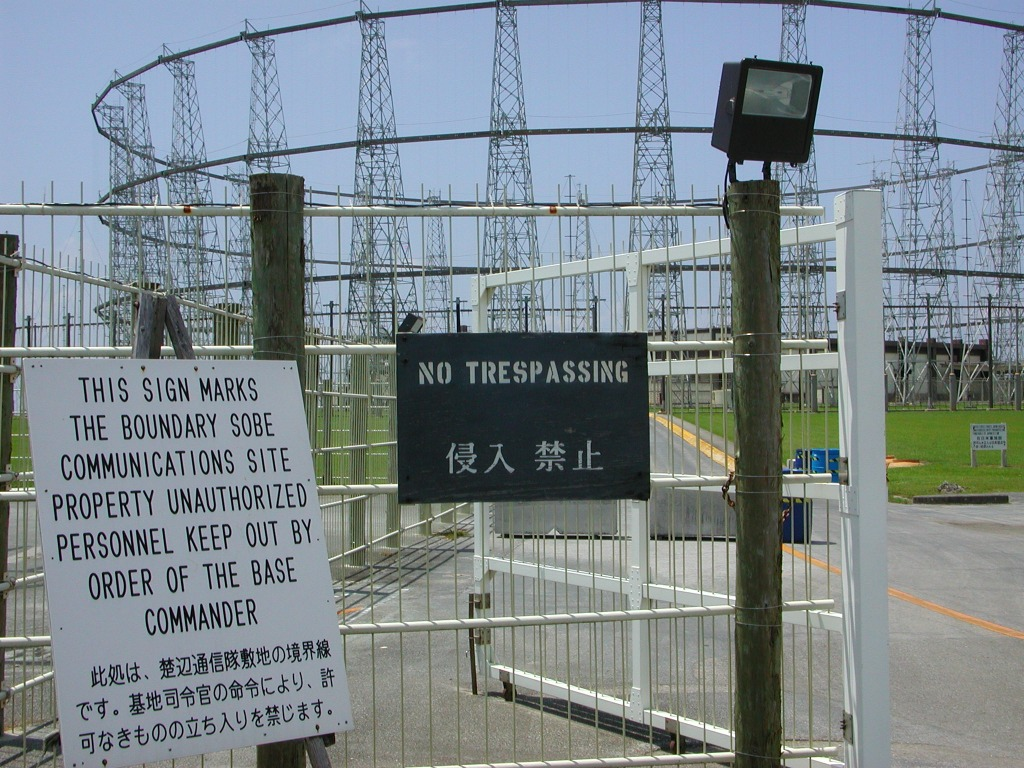
La "gabbia da elefante" di Yomitan, Okinawa (Giappone), prima installazione della rete mondiale di radioascolto con sistemi AN/FRD-10 HF/DF. Attualmente il sistema non è operativo.

Il primo Wullenwever fu costruito a Hjørring (Danimarca
-  mappa). Utilizzava quaranta elementi irradianti verticali, disposti su un arco di circonferenza avente 120 metri di diametro. Quaranta elementi riflettenti furono installati dietro a quelli irradianti, sospesi su una struttura circolare lignea di supporto del diametro di 112,5 m. Per ottenere più facilmente l'orientamento geografico veritiero, gli elementi del nord e del sud furono allineati esattamente al meridiano nord-sud. Anche i Krug arrays sovietici (di cui tratteremo infra) avrebbero in seguito mantenuto la struttura a 40 irradianti dell'archetipico Wullenwever.
L'array di Hjørring fu studiato approfonditamente dagli inglesi, poi venne distrutto, in applicazione della convenzione di Ginevra. Wächtler fece in modo che venisse costruito un secondo array, a spese della Telefunken, presso Langenargen/Bodensee, per ulteriori esperimenti dopo la guerra. Nel primo dopoguerra, gli Stati Uniti smontarono l'array di Langenargen/Bodensee e lo trasferirono in America, dove finalmente iniziò a chiamarsi Wullenweber.

### Dopoguerra

#### Europa
Rolf Wundt, un ricercatore tedesco in materia di antenne, fu uno delle centinaia di scienziati suoi compatrioti "cooptati" dallo US Army nella cornice dell'Operazione Paperclip. Arrivò a New York nel marzo 1947, sulla stessa nave che trasportava Wernher Von Braun e relativa famiglia. Fu dapprima impiegato presso l'USAF, poi alla GT&E Sylvania Electronics Systems su Wullenweber ed altri progetti di antenna.

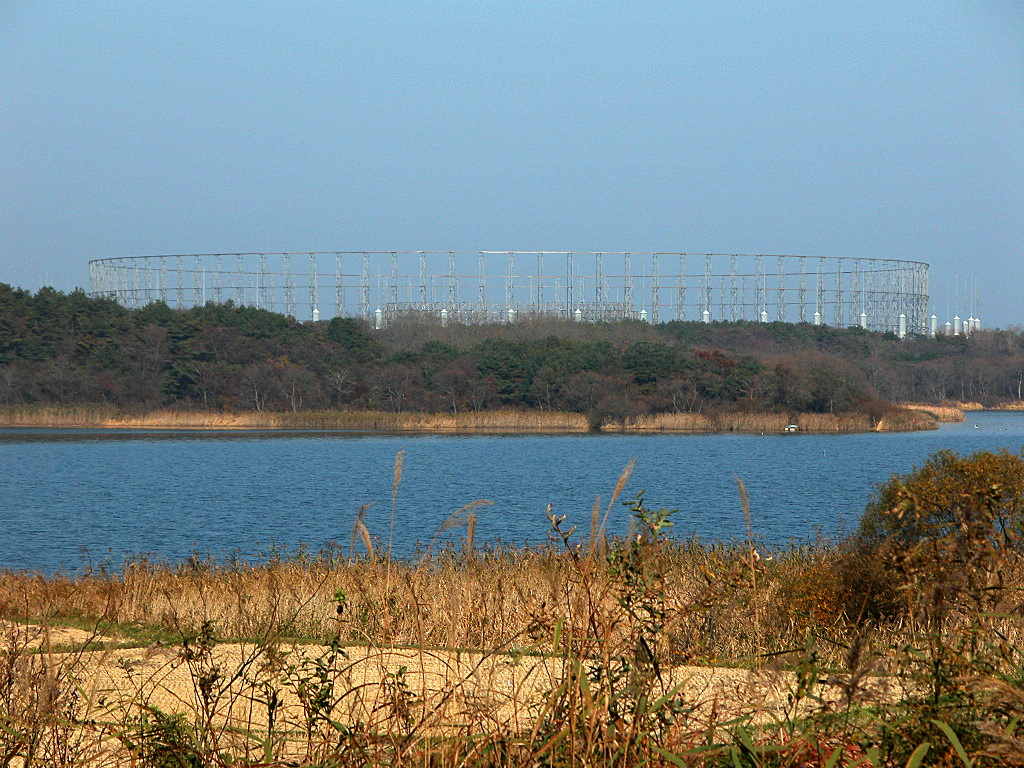
La "gabbia da elefante" di Misawa AB, ripresa dal piano campagna

Sebbene i tre uomini fossero rientrati in Germania Ovest al termine della loro carriera, alcuni dei loro collaboratori tecnici di secondo piano furono portati in Unione Sovietica dopo la fine della guerra. Almeno 30 Krug arrays — il nome in codice per il programma CDAA sovietico — furono installati in URSS e in altri paesi del Patto di Varsavia negli anni cinquanta, ben prima che le autorità militari USA dimostrassero interesse per impianti di analogo tipo (e di conseguenza iniziassero a svilupparli concretamente). Alcuni krug furono installati a coppie a meno di 10 km di distanza reciproca, apparentemente per scopi di radionavigazione. Almeno quattro krug furono installati nei pressi di Mosca; proprio a nord, est e sud (mappa) della città. I krug furono usati per tracciare i primi satelliti Sputnik (usando i loro "fari' da 10 e 20 MHz), e per la localizzazione strumentale nelle fasi di rientro atmosferico.

#### Ricerca
Il professor Edgar Hayden, all'epoca un giovane ingegnere del Radio Direction Finding Research Group presso l'Università dell'Illinois all'Urbana-Champaign, guidò la ricostruzione del Wullenweber trasferito dalla Germania, studiò il progetto e le prestazioni degli array Huff-Duff (HF/DF) e li studiò sotto il profilo della fisica grazie a un contratto con la US Navy dal 1947 fino al 1960. La sua ricerca è tuttora un riferimento in fatto di progettazione e collocazione di array HF/DF. Resoconti di tale ricerca sono reperibili negli archivi dell'ateneo nominato. Hayden in seguito lavorò presso il Southwest Research Institute, dove continuò a perseguire gli sviluppi della tecnologia di cui ci occupiamo.
Hayden curò la creazione del grande Wullenweber universitario di Bondville Road Field Station, pochi chilometri a sud-ovest del villaggio di Bondville, nell'Illinois. L'array consisteva di un anello di 120 monopòli che coprivano l'intervallo 2-20 MHz. Alti pali di legno sostenevano uno schermo circolare di 300 m. circa di diametro di cavi verticali posti all'interno dell'anello di monopòli. Per le loro immense dimensioni, il sito dell'array di Bondville e gli altri array del dopoguerra sono distintamente visibili nelle foto ad alta risoluzione disponibili su Internet.
- Bondville (Mappa)

#### AN/FRD-10 HF/DF

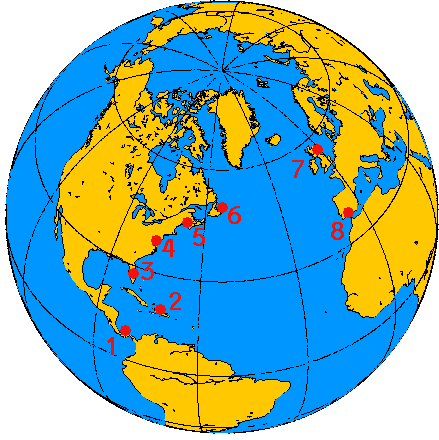
Siti della rete sull'Atlantico dei sistemi AN/FRD-10 HF/DF con antenne Wullenweber

Nel 1959 la US Navy stipulò un contratto con la ITT Corporation per sviluppare una rete globale di array AN/FRD-10 HF/DF basati su quanto era stato appreso con l'esperimento di Bondville. Il primo FRD-10 installato fu quello di NSGA Hanza, Okinawa, (1962) seguito da undici array addizionali — di cui l'ultimo completato nel 1964 — al NSGA Imperial Beach, California. Un paio di FRD-10 non equipaggiate per l'HF/DF furono installate nel 1969 nella NAVRADSTA di Sugar Grove, Wullenweber per comunicazioni navali in alta frequenza, sostituendo il sito del ricevitore del National Security Service presso la Naval Communications Station di Cheltenham, Maryland. Gli ultimi due array di FRD-10 HF/DF furono installati nel 1971 per le forze armate canadesi a Gander ed a Masset. Dopo la dismissione dell'array di Hanza (2006), i canadesi ora impiegano i due array di FRD-10 residui.
rete dell'Oceano Atlantico

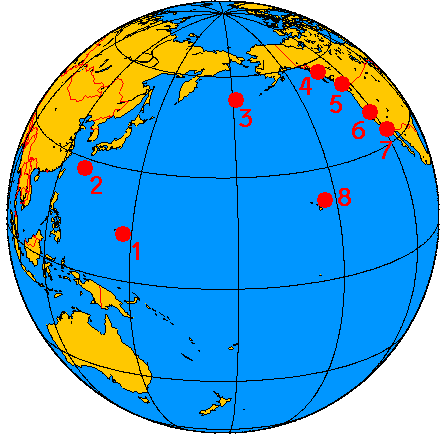
Siti della rete sul Pacifico dei sistemi AN/FRD-10 HF/DF con antenne Wullenweber

1. NSGA Galeta Island, Panama (Mappa) base chiusa e smantellata nel 2002.
2. NSGA Sebana Seca, Porto Rico (Mappa) - base chiusa - antenna smantellata
3. NSGA Homestead, Florida (Mappa) - antenna distrutta dall'uragano Andrews nel 1992
4. NSGA Northwest, Virginia (Mappa) - stazione ancora attiva - l'antenna, ancora presente nel 2002, è stata smantellata
5. NSGA Winter Harbor, Maine (Mappa) - base chiusa nel 2002 - antenna smantellata
6. Gander, Newfoundland, Canada (Mappa)
7. NSGA Edzell, Scozia (Mappa) - sistema dismesso nel 1997
8. NSGA Rota (Spagna) (Mappa) - base chiusa nel 2006 - antenna smantellata

rete dell'Oceano Pacifico
1. NSGD Guam (Mappa) - base militare ancora attiva - sistema dismesso - antenna ancora esistente ma danneggiata
2. NSGA Hanza, Okinawa (Mappa)
3. NSGA Adak, Alaska (Mappa) - base chiusa nel 1994 - antenna smantellata
4. Masset, British Columbia, Canada (Mappa)
5. NSGA Marietta, Washington (Mappa) - base e antenna completamente smantellati
6. NSGA Skaggs Island, California (Mappa) - base chiusa nel 1993 - antenna smantellata
7. NSGA Imperial Beach, California (Mappa) - base militare ancora attiva - sistema dismesso - antenna ancora esistente
8. NSGA Wahiawa, Hawaii (Mappa) - base ancora operativa - sistema dismesso nel 1998 - antenna ancora presente

sistema per telecomunicazioni
- NAVRADSTA Sugar Grove, WV (Mappa)

#### AN/FLR-9

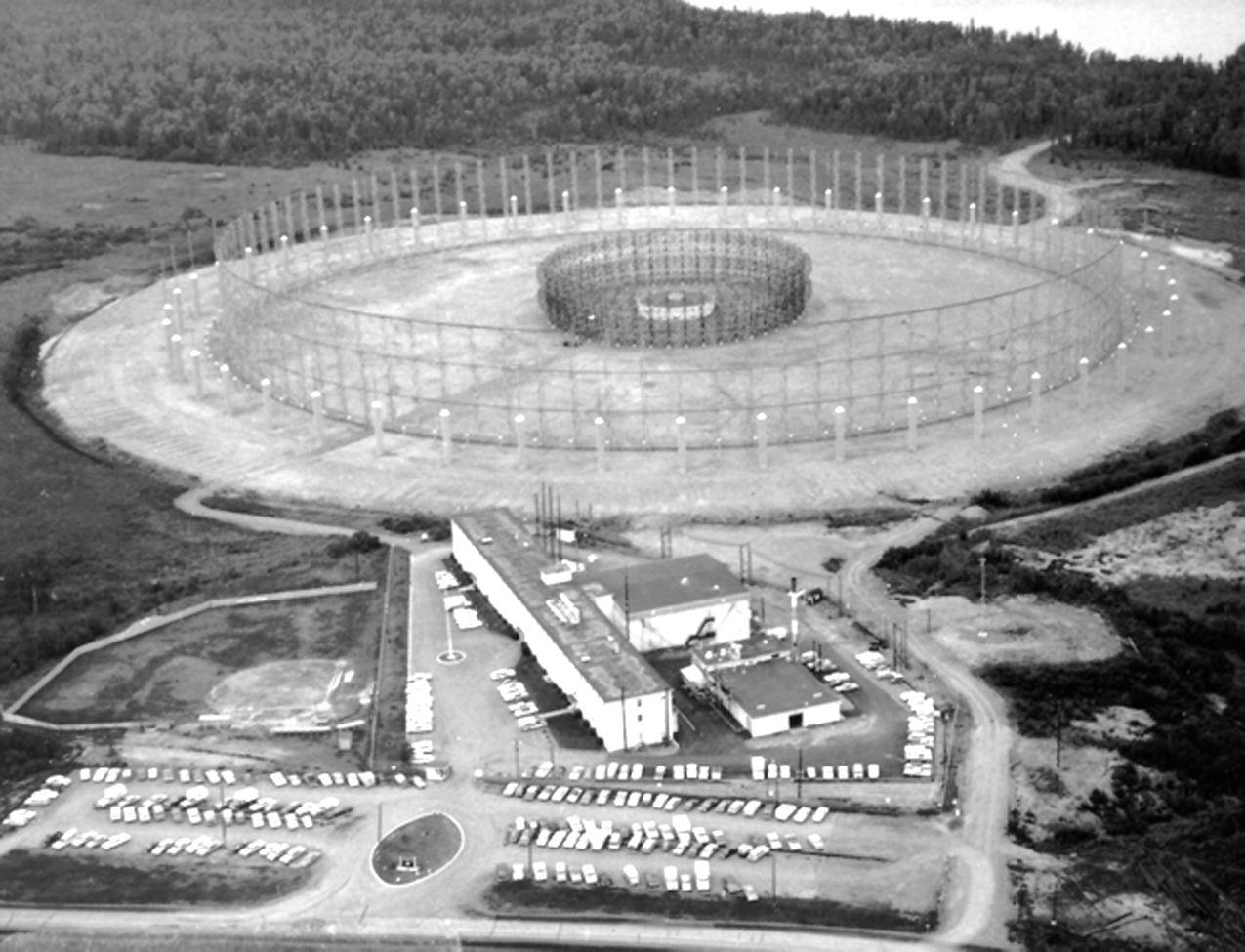
Array Wulleneweber del sistema AN/FLR-9 della Elmendorf Air Force Base in Alaska

Sempre nel 1959, la USAF aggiudicò alla GT&E Sylvania Electronics Systems una commessa per costruire un array Wulleneweber più grande: il sistema di antenna ricevente AN/FLR-9. La prima FLR-9 fu installata (1962) nella base inglese di RAF Chicksands. La seconda FLR-9 fu installata (nel medesimo anno) a San Vito dei Normanni, in Provincia di Brindisi. L'impianto di Chicksands fu smantellato nel 1996, quando fu pure chiusa la base stessa, ed anche quello di San Vito aveva avuto identica sorte tre anni prima.
Un secondo contratto fu ottenuto sempre dalla Sylvania, e prevedeva l'installazione di sistemi AN/FLR-9 a Misawa AB (Giappone); Clark Air Base (Filippine); in Pakistan (progetto non attuato); Elmendorf Air Force Base (Alaska) e Karamürsel (Turchia). Gli ultimi due furono completati nel 1966. L'impianto di Karamürsel fu chiuso e l’array relativo smantellato nel 1977 in risposta alla sospensione degli aiuti militari americani alla Turchia. L’array di Clark AB fu dismesso dopo l'eruzione vulcanica del Monte Pinatubo nel 1991. Fu poi convertito in anfiteatro all'aperto. Al 2007, solo gli array di Elmendorf e Misawa rimangono in servizio, ma entrambi sembrano prossimi al "pensionamento", sia per vetustà, sia per irreperibilità di pezzi di ricambio.
Lo US Army concluse nel 1968 un contratto con la F&M Systems per costruire sistemi AN/FLR-9 presso la USASA Field Station di Augusta (Germania) e presso Camp Ramasun, Provincia di Udon Thani, Thailandia del Nordest. Furono entrambi smantellati nel 1970. La versione dell'esercito è analoga progettualmente a quella dell'aeronautica, ma le linee di ritardo delle Reti di Formazione del Raggio dentro all'Edificio Centrale sono differenti. L'esercito usava un progetto di linea di ritardo detta "Lamp Cluster", mentre quello dell'aeronautica era di tipo "Coaxial". L’array di Camp Ramasun fu smantellato nel 1975, e la relativa base fu parimenti chiusa. L’array di Augusta fu ceduto al Bundesnachrichtendienst (BND) nel 1998, e si ritiene che non sia più in servizio.
- RAF Chicksands (Mappa)
- San Vito (base aeronautica) (Mappa)
- Misawa Air Base (Mappa)
- Clarke AB (Mappa)
- Elmendorf AFB (Mappa)
- Karamürsel (Mappa)
- Augsburg (Mappa)
- Camp Ramasun

Negli anni settanta, il governo giapponese installò due grandi array Wullenweber, simili al FRD-10, a Chitose e Miho.
- Chitose (Mappa)
- Miho (Mappa)

Più tardi, sempre in quel periodo, la Plessey, oggi Roke Manor Research Limited sviluppò il suo più piccolo e più economico Pusher CDAA array. Almeno 25 impianti di questo tipo sono stati installati in varie parti del mondo.  Parecchi Pusher array furono installati in strutture militari USA, dove il sistema assume la denominazione di AN/FRD-13.